# Bryan Herta
Bryan Herta, född den 23 maj 1970 i Warren, Michigan, USA, är en amerikansk racerförare.

## Racingkarriär
Efter att ha tävlat i Barber formel Ford och Barber Saab serierna fick Herta chansen i Indy Lights 1993, vilket gick så bra att han vann titeln under sin debutsäsong. Han fick därefter chansen i CART, där han under 1994 och 1995 inte nådde några stora resultat, trots att den andra säsongen ha fått förtroendet att ersätta Michael Andretti i Chip Ganassi Racing. Herta körde under 1996 för Team Rahal som stallkamrat till teamägaren Bobby Rahal. Han var snubblande nära att vinna sitt första race i serien samma år på Laguna Seca, men han blev omkörd av Alessandro Zanardi i en berömd omkörning i the Corkscrew, där Zanardi chansade och tog sig förbi efter en jättesen inbromsing. 1997 renderade i en elfteplats för Herta, som dock både under 1998 och 1999 fick revansch för att ha blivit omkörd på Laguna Seca 1996, då han vann båda årens race på samma bana. Han tangerade sitt personbästa i mästerskapet 1998 med en åttondeplats.
Efter några magra år i andra team fick Herta 2003 chansen i IndyCar Series med Andretti Green Racing, sedan Dario Franchitti skadats. Han gjorde det så pass bra att han fick chansen att bli en permanent förare i teamet, bredvid Tony Kanaan, Dan Wheldon och Franchitti. Hans första ovalseger på högsta formelbilsnivå kom det första året på Kansas Speedway, och han vann även på Michigan International Speedway 2005. Han tog även sin bästa placering i Indianapolis 500 med AGR-teamet 2005 med en tredjeplats. Hans placeringsrad totalt i mästerskapet var 13-9-8-11, vilket inte räckte för att behålla sin IndyCarstyrning med teamet för 2007, då han istället blev en av stallets förare i American Le Mans Series. Han fann sig dock aldrig tillrätta i sportvagnstävlingarna, utan fick sparken från teamet i början av 2008 tillsammans med sportvagnsstallkamraten Christian Fittipaldi.